# Allylthioharnstoff
Allylthioharnstoff ist ein Harnstoff-Derivat, das aus Allylisothiocyanat und Ammoniak hergestellt werden kann. Es wurde Ende 19. Jahrhunderts zuerst von Dumas und Pelouze durch Einwirkung von Ammoniak auf Senföl synthetisiert.

## Eigenschaften
Allylthioharnstoff ist ein weißer, unangenehm (etwas nach Knoblauch) riechender, bitter schmeckender, brennbarer Feststoff. Er ist mäßig löslich in Wasser, aber löslich in Ethanol. Die Verbindung besitzt eine monokline Kristallstruktur mit der Raumgruppe P21/a (Raumgruppen-Nr. 14, Stellung 3) mit vier Molekülen in einer Zelle (Z = 4) mit den Abmessungen a = 9,819 Å, b = 8,553 Å, c = 9,170 Å uns β = 127,3°.

## Verwendung
Bei der Analyse von Abwasser wird Allylthioharnstoff als Nitrifikationshemmstoff eingesetzt. Die Mikroorganismen werden gehemmt, so dass der vorhandene Sauerstoff nicht zur Nitrat-Produktion verwendet wird, sondern zur Oxidation von Kohlenstoff zu Kohlendioxid zur Verfügung steht. Solche Substanzen sind bei der biologischen Abwasserreinigung in der Regel unerwünscht. Bei der Analyse (z. B. bei der BSB-Analyse) des Abwassers können sie zugegeben werden, um einen zusätzlichen Verbrauch von Sauerstoff zu unterbinden. Aus einer Analyse mit und einer Analyse ohne Zugabe von Allylthioharnstoff kann der Sauerstoffverbrauch für die Nitrifikation abgeschätzt werden.
Allylthioharnstoff wird in der Analogfotografie als Lösungsmittel für Silberhalogenide sowie zur Empfindlichkeitssteigerung durch chemische Sensibilisierung verwendet.
Da es nach älteren Untersuchungen bei lokaler Applikation auf Narbengewebe einen narbenaufweichenden Effekt besitzt, wurde es entsprechend eingesetzt. Wegen des unsicheren Nachweises dieses Effekts wird es aktuell nicht mehr verwendet.